# Gustaf Westerberg
Gustaf Adolf Westerberg (10 de março de 1884 — 13 de novembro de 1955) foi um ciclista sueco. Representou a Suécia em três provas de ciclismo de pista nos Jogos Olímpicos de Verão de 1908, realizadas na cidade de Londres, Grã-Bretanha.